# Steinbachweier

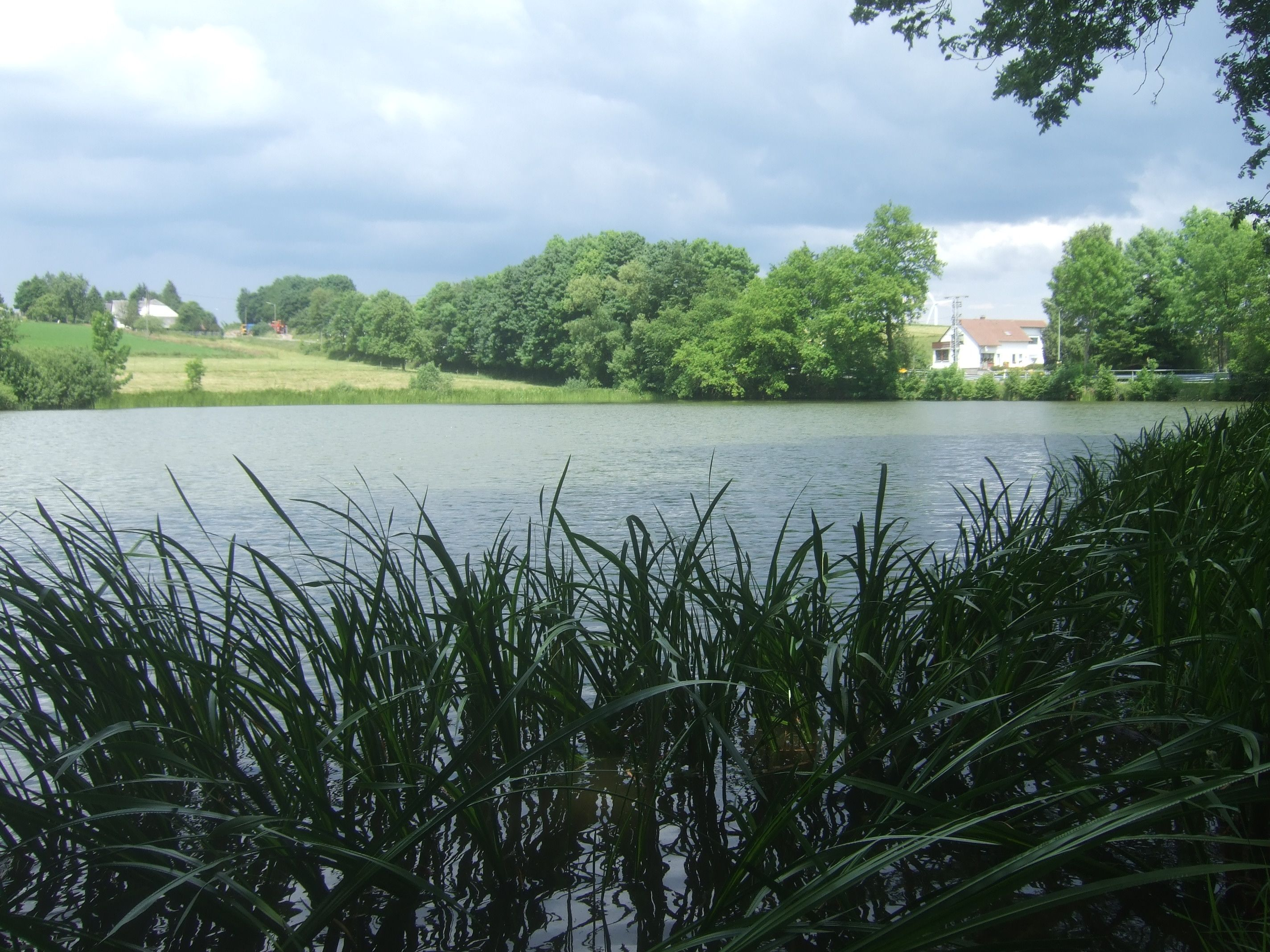
Steinbachweiher am Klinkbach

Steinbachweier ist ein Weiler in der Verbandsgemeinde Saarburg-Kell im Landkreis Trier-Saarburg, Rheinland-Pfalz. Unweit der Ortslage befindet sich der Gipfel des Dreikopfs.
Der Weiler liegt am Steinbachweiher am Klinkbach und gehört teilweise zur Gemeinde Paschel und teilweise zur Gemeinde Hentern. Durch den Ort verläuft die Bundesstraße 268 (Trier–Saarbrücken).
Zwischen Paschel und Steinbachweier liegt im Klinkbachtal die Siedlung Benratherhof, eine zu Paschel zählende Ansammlung von Aussiedlerhöfen. Der namensgebende Vierseithof aus der Renaissance steht unter Denkmalschutz.
Unweit des Berggipfels befindet sich ein Hünengrab aus der Latènezeit. Dieser Grabhügel ist namensgebend für den Dreikopf.
Im Wald zwischen Steinbachweier und Oberemmel befindet sich das ehemalige Schieferbergwerk Oberemmel.